# Thạch Kim Tuấn
Thạch Kim Tuấn (* 15. Januar 1994 in Hàm Tân, Bình Thuận) ist ein vietnamesischer Gewichtheber.

## Karriere
Thạch gewann 2009 Silber bei den Jugendweltmeisterschaften und 2010 Gold bei den Olympischen Jugend-Sommerspielen. 2011 wurde er Asien-Jugendmeister und Dritter bei den Juniorenweltmeisterschaften. Bei den Juniorenweltmeisterschaften 2012 und 2014 holte er Gold. Silber errang er 2013 bei den Asienmeisterschaften und 2014 bei den Asienspielen. Bei Weltmeisterschaften gewann er in der Klasse bis 56 kg, 2013 und 2015 Bronze, 2014 Silber und 2017 Gold. Den Wettbewerb bei den Olympischen Sommerspielen 2016 beendete er vorzeitig nach dem Reißen.